# 小頬骨筋
小頬骨筋（、英: Zygomaticus minor muscle）は頬上側部の頬骨から上唇の皮膚へ走行し、上唇を上外側に引き上げる働きをする、顔面筋の一種である。

## 概要
小頬骨筋は頬骨前方（頬骨弓中央部外側面のやや前内側）から起始し、上唇の口角内側寄りの皮膚に停止する（皮筋）。起始したあと眼窩縁沿いを横行したあと大頬骨筋と並んで下降する。顔部位では頬眼窩下部→頬頬下顎部→口唇上唇と走行している。
小頬骨筋には上唇と口角を引き上げ外側へ引っぱる働きがあり、笑顔をつくる際に機能する（表情筋）。

## 画像

小頬骨筋の位置。赤で示す